# Eldar Kurtanidze
Eldar Kurtanidze (Georgià: ელდარ კურტანიძე, 16 d'abril de 1972, Kvemo Pshafi, Gulrifshi) o també conegut com a Luka Kurtanidze és lluitador kartvelià. Va ser medallista de bronze en les olimpíades d'atlanta l'any 1996 i Sydney l'any 2000, també medallista en diversos campionats mundials i europeus. President de la Federació de Lluita de Geòrgia des de desembre de 2012 fins a desembre de 2014.